# Swertia volkensii
Swertia volkensii är en gentianaväxtart som beskrevs av Ernest Friedrich Gilg. Swertia volkensii ingår i släktet Swertia och familjen gentianaväxter. Utöver nominatformen finns också underarten S. v. baleensis.